# Maya Hansen
Maya Hansen es una diseñadora de moda española. En el año 2000 ganó el premio Porto Fashion Award con una colección inspirada en el arquitecto español Santiago Calatrava. En 2001 ganó el segundo premio de los Smirnoff Fashion Awards.

## Historia
Maya Carbajal Alex-Hansen nació y creció en Madrid. Es hija de padre argentino y de madre danesa.
Estudió en el Centro Superior de Diseño de Moda de Madrid y se graduó con matrícula de honor en 2002.
En febrero de 2002 presentó su primera colección en el Barcelona Gaudí Fashion Show.
La marca Maya Hansen apareció en 2004 y a partir de 2006 se especializó principalmente en corsés.
En 2009 presentó una colección Cup Cakes Around the World en la Semana de la Moda de Valencia inspirada en las tartas.
Maya Hansen debutó en 2010 en la EGO Madrid Cibeles Fashion Week con la colección AW'10 Heavy Metal Couture y en septiembre de 2010 ganó el premio L' Oreal Prize a la mejor colección de un joven diseñador con la colección SS11 Lace Wings’'.
La colección AW'11 Queens of Spain tuvo una repercusión mundial y Lady Gaga usó varios de sus modelos.
Esta gran difusión la llevó a presentar la colección SS12 Knotted en el Cibeles Fashion Show Madrid, que era la celebración de moda más importante de España.
La colección AW 5th Ave fue la primera colección que presentó en la Mercedes-Benz Fashion Week Madrid y más tarde en la semana de la moda de París de 2012 a la que fue como participante. Se inspiró en la 5ª Avenida de Nueva York y fue una colección tipo New Look de Dior con referencias a la alfombra roja, las actrices del cine americano y las películas en blanco y negro.
En 2012 su colección Skully Tulum estaba inspirada en la flora, la fauna, el colorido y la luz de México, en Frida Kahlo, en las calaveras y en las vírgenes.
Ha vestido a celebridades como Lady Gaga, Anne Igartiburu, Juncal Rivero, Txus Di Fellatio, Pilar Rubio, Paula Vázquez, Malena Costa, Paz Vega, Carolina Bang, Noelia López, Soraya Arnelas, Adriana Abenia y Romina Belluscio.

## Galería
|                                         |
| Corsé underbust. Colección Birth. 2019. |

|                                          |
| Corsé. Colección Art Globetrotter. 2019. |

|                                          |
| Corsé. Colección Art Globetrotter. 2019. |

|                                                 |
| Corsé de Maya Hansen. Colección Classics. 2014. |